# Arlöv
Arlöv est une localité suédoise située dans la commune de Burlöv, dont elle est le chef-lieu, en Scanie.
Sa population était de 10 234 habitants en 2010.